# Morna Young
Morna Young (* 1984 Moray, Skotsko) je skotská spisovatelka, herečka a hudebnice. Částečně získala zkušenosti i jako režisérka, producentka, divadelní tvůrkyně či skladatelka. Vystudovala herectví a žurnalistiku. Spolupracuje s několika hudebními kapelami, je také členkou The Fishwives Choir.
Morna Young byla členkou Playwright's Studio od Scotland's mentored writers 2013 (skupinka autorů pod vedením známých skotských spisovatelů); pracovala pod vedením Petera Arnotta. Vystupovala na The European Authors´ Festival (Česká republika, Slovensky, Polsko) a také v rámci Měsíce francouzské národní poezie. V roce 2012 psala sloupky z oblasti umění/lifestyle pro The Northern Scot. V roce 2013 vydala první hru Lost at Sea. Tato hra měla být vyjádřením pocty všem rybářům, kteří zahynuli při práci na moři - sama autorka přišla o svého otce právě při práci na moři. Hra také měla zdůraznit to, jak je tato profese těžká a náročná. Ve stejném roce vyšla i její druhá hra s názvem B - Roads. V současné době autorka žije v Glasgow, píše fantasticko-dobrodružný román pro mládež a tvoří také sbírku Parisian Vignettes inspirovanou autorčinou cestou po Paříži.
V roce 2014 se zúčastnila Měsíce autorského čtení, kde vystoupila společně s ostatními skotskými autory jako čestný host. Tento festival je pořádám brněnským nakladatelstvím a agenturou Větrné mlýny. Tato agentura natočila pro Českou televizi cyklus “Skotská čítanka – Don't Worry – Be Scottish” - díl s Mornou Young režíroval Miro Jelok.

## Díla

### Drama
- Lost at Sea (2013)
- B - Roads (2013)
- Never Land
- Netting